# Maria Meyer
Maria Meyer (ur. 1958 w Olsztynie) – polska aktorka teatralna i filmowa. 

## Życiorys
Zadebiutowała w Teatrze im. S. Jaracza w Olsztynie w roku 1977. Zagrała m.in. Biankę w Białym małżeństwie T. Różewicza, Inez w Zielonym Gilu T. de Moliny, Klarę w Ślubach Panieńskich A. Fredry. W 1981 roku wygrała Przegląd Piosenki Aktorskiej we Wrocławiu. Z Olsztyna przeniosła się do Teatru Śląskiego im. S. Wyspiańskiego w Katowicach (1983), gdzie zagrała m.in. Albertynkę w Operetce W. Gombrowicza, Ofelię w Hamlecie W. Szekspira i Szimenę w Cydzie P. Corneille'a. W 1985 roku wystąpiła gościnnie w Teatrze Rozrywki w Chorzowie jako Gizela w Huśtawce (Seesaw) Cy Colemana.
Od 1988 roku związana jest etatowo ze sceną chorzowską. Zagrała tu wiele pierwszoplanowych ról musicalowych, z powodzeniem prezentując wyjątkową umiejętność łączenia liryki z dramatyzmem. Po gościnnych prezentacjach Evity w warszawskim Teatrze Dramatycznym, okrzyknięto ją najlepszą polską aktorką musicalową. Z czasem ujawniła również talenty komediowe, którymi również uwodzi widzów w kilku spektaklach.
Zaproszona przez Jana Pietrzaka do stałej współpracy, wiele lat występowała z Kabaretem Pod Egidą. Z tym właśnie zespołem brała udział w tournée po Szwajcarii, Niemczech i Włoszech, a także USA i Kanadzie. W czerwcu 2000 roku gościła na scenie Polskiego Ośrodka Kultury w Londynie, zaś rok później reprezentowała Polskę podczas Międzynarodowego Festiwalu Piosenki Chansonfest 2001 w Zagrzebiu (Chorwacja). Występowała również z Filharmonią Śląską oraz Zielonogórską i Zabrzańską. Wciąż współpracuje z orkiestrą KWK „Staszic” w Katowicach. W sierpniu 2003 roku brała udział w Europejskim Festiwalu im. Jana Kiepury w Krynicy Górskiej z przedstawieniem Ordonka. Miłość ci wszystko wybaczy, a rok później – z przedstawieniem Ja, Josephine. Wystąpiła tam również ze spektaklem Na końcu tęczy. W czerwcu 2004 r. Maria Meyer została zaproszona na Międzynarodowy Wieczór Pieśni, zorganizowany z okazji 10-lecia Café Teater w Lublanie (Słowenia) oraz na I Ogólnopolski Festiwal Piosenki Retro im. Mieczysława Fogga w Krakowie, na którym otrzymała „Złoty Liść Retro”. W styczniu 2005 roku po raz pierwszy wystąpiła w Pradze, gdzie spotkała się z entuzjastycznym przyjęciem publiczności. Zaowocowało to kolejnymi recitalami, m.in. na I Mezinárodnim Festivalu Šansonu, podczas Dni Polskich w Maroku oraz Dni Polskich w Le Pradet (Francja). 
W 1998 roku aktorka założyła własny teatr pod nazwą Ma Scala – Teatr Marii Meyer, którego pierwszą produkcją był spektakl Jestem znów. Maria Meyer śpiewa Brela. Druga propozycja Ma Scali, przygotowana wespół z Teatrem Rozrywki, to spektakl Ordonka. Miłość ci wszystko wybaczy. Warto dodać, że specjalny pokaz przedpremierowy spektaklu odbył się podczas Międzynarodowego Festiwalu Twórczości Kobiecej w Tel Awiwie (Izrael). Piosenki z powyższych spektakli utrwalone zostały na dwóch płytach, wydanych przez Marię Meyer w roku 2004. Kolejne spektakle Ma Scali to Graj dla nas graj. Wieczór pieśni żydowskich, Nie żałuję. Kobieta w polskim kabarecie, Tango Italiano, czyli pranie po włosku, Dietrich. Taka jestem oraz najnowszy: Jestem w niebie.

## Nagrody i odznaczenia
- SPECJALNA ZŁOTA MASKA im. red. Barbary Sośnierz 1995 za rolę Ewy Perón w Evicie,
- Nagroda ZASP im. Leny Starke,
- Nagroda Wojewody Katowickiego dla Młodych Twórców za wszechstronność sztuki aktorskiej,
- Nagroda Plebiscytu Publiczności na najpopularniejszą aktorkę, organizowanego przez „Gazetę Wyborczą – Gazetę w Katowicach” i Wojewodę Katowickiego (1996),
- Statuetka Chłopca z łabędziem –nagroda Prezydenta Chorzowa w dziedzinie kultury (2000 r.),
- wyróżnienie miesięcznika „Pani” jako jednej ze stu kobiet w Polsce, które w roku 2001 szczególnie zaznaczyły się w życiu publicznym,
- Statuetka Narcyza – nagroda przyznawana przez Izbę Przemysłowo-Handlową Rybnickiego Okręgu Przemysłowego za wybitne osiągnięcia zawodowe (2004),
- Nagroda Artystyczna Marszałka Województwa Śląskiego (2008),
- ZŁOTA MASKA 2013 za rolę Nellie Lovett w musicalu Sweeney Todd,
- Srebrny Medal "Zasłużony dla kultury GLORIA ARTIS" (2013)[1],
- "Kobieta Humanitas" – Nagroda Wyższej Szkoły Humanitas w Sosnowcu w kategorii "kultura" (III Konwent Kobiet Sukcesu, maj 2017).

## Filmografia
- 1985: Pierwsza miłość (etiuda szkolna)
- 1995: Opowieść o Józefie Szwejku i jego najjaśniejszej epoce
- 2014-2020: Szkoła – wicedyrektor Maria Borkowska, nauczycielka geografii
- 2015: Listy do M. 2 – pacjentka